# Ото Юлиусбургер
Ото Юлиусбургер (на немски: Otto Juliusburger) е немски психиатър.

## Биография
Роден е на 26 септември 1867 година в Бреслау, днес Вроцлав, Полша. След дипломирането си през 1887 г. започва да учи медицина във Вроцлав и при Карл Вернике в Берлин. По-същото време посещава санаториума Беролинум да се учи при Джеймс Френкел, водещ психиатър за времето си. В периода 1907 – 1910 година влиза в група на Ото Бинсвангер, която се занимава с „катартичния метод“. В нея още са Волфганг Варда, Вилхелм Стромайер, Арнолд Стегман, Георг Ванке, Иван Блох, Артур Мутман и Йоханес Марчиновски. Негов ученик е руският психоаналитик Моше Улф. Той напуска Берлин през 1941 г. и емигрира със семейството си в Съединените щати. До смъртта си живее в Ню Йорк.

## Публикации
- Werke von Otto Juliusburger in der Staatsbibliothek zu Berlin
- Kritische Waffengänge. Deutschlands Großloge II des IOGT, Flensburg 1904
- Weltanschauung und Abstinenz. Berlin 1904
- Zur Psychologie der Organgefühle und Fremdheitsgefühle. Berlin und Leipzig 1910
- Zur Kenntnis der Kriegsneurosen. In: Monatsschrift für Psychiatrie und Neurologie. Band 38, 1915, S. 305 – 318
- Arzt und Krankenschwester. In: Blätter für Krankenpflege. Band 7, 1918, S. 97 – 99
- Religion ist Illusion. In: Urania – Kulturpolitische Monatshefte über Natur und Gesellschaft. Jahrgang IV, 1926/27.
- Biozentrale Psychoanalyse. In: Psychiatrisch-Neurologische Wochenschrift. Band 30, 1928, S. 20 f.
- Seelische Auswirkungen der Arbeitslosigkeit und ihre Bekämpfung. In: Deutsche Krankenkasse. Band 18, 1931, S. 454 – 457
- Die Bedeutung Schopenhauers für die Psychiatrie, Gedanken zum 150. Geburtstage Arthur Schopenhauers, Berlin 1938